# مجموعة الصين أكس دي
مجموعة الصين أكس دي (بالصينية: 中国西电集团) هي شركة هندسة الطاقة الصينية المملوكة للدولة والشركة المصنعة للمعدات الكهربائية. تأسست الشركة في يوليو 1959 وكانت تُعرف سابقًا باسم شركة شيآن لتصنيع الآلات الكهربائية (الصينية 西安电力机械制造公司)، وكانت تُعرف أيضًا باسم شيآن أكس دي، وأكس دي أكسيديان ، وأكس دي إلكتريك (الصينية). "西电" للاختصار.)

## روابط خارجية
- http://www.xd.com.cn/structure/eng/index.htm - الموقع الرسمي (بالإنجليزية)
- http://www.xd.com.cn - الموقع الرسمي (بالصينية)